# Corbiniano de Frisinga
San Corbiniano (Arpajon, c. 670-Frisinga, 8 de septiembre, c. 730) fue un obispo franco, evangelizador de los bávaros y fundador del Obispado de Frisinga. Su festividad es el 8 de septiembre. La conmemoración del traslado de sus reliquias de Merano a Frisinga es el 20 de noviembre, que se celebra en Frisinga con una gran procesión protagonizada sobre todo por jóvenes.La Iglesia católica conmemora su festividad el 8 de septiembre.

## Vida
San Corbiniano nació y fue bautizado como Waldegiso en Châtres, cerca de Melun, en territorio franco. Fue llamado así por el nombre de su padre, que podría haber muerto cuando Corbiniano era un niño. Al poco de morir su padre, su madre (una irlandesa que se llamaba Corbiniana) cambió el nombre de su hijo Waldegiso a "Corbiniano" en conmemoración de su propio nombre. Poco más se sabe de su infancia.
La fuente más temprana para conocer la vida y los hechos de Corbiniano es la Vita Corbiniani del obispo de Frisinga, Arbeo, escrita unos 150 años después de su muerte.
Al comienzo de su edad adulta, Corbiniano vivió en Châtres, en el camino de Orleans como ermitaño durante catorce años, cerca de una iglesia dedicada a San Germán de París. Su fama atrajo a muchos discípulos, que lo distraían de su vida ermitaña. Su devoción a San Pedro Apóstol le indujo a hacer un viaje de peregrinación a Roma, acompañado por algunos de los discípulos. En Roma, el Papa Gregorio II, que poco antes había enviado a San Bonifacio a evangelizar a los pueblos germanos de allende los Alpes, aconsejó a Corbiniano que utilizara sus talentos en la enseñanza de la doctrina para evangelizar Baviera. Corbiniano, que ya pudo haber sido obispo en Châtres o que fue consagrado como obispo misionero por Gregorio II, fue enviado al territorio gobernado por el duque franco de Baviera Grimaldo I. Corbiniano probablemente llegó a la entonces capital del Ducado de Baviera, Frisinga, en 724.
En una montaña cerca de Frisinga, donde ya existía un santuario, Corbiniano erigió una escuela y un monasterio benedictino, que llegó a ser dirigido por su hermano Eremberto, después de su muerte. En 738, cuando San Bonifacio regula la estructura eclesiástica del Ducado de Baviera, mediante la creación de cuatro diócesis sufragáneas del Arzobispado de Maguncia (entre ellas el Obispado de Frisinga), Eremberto fue elegido primer obispo de Frisinga.
Poco después de establecerse en Frisinga, Corbiniano denunció por incestuoso el matrimonio del duque Grimaldo I con la viuda de su hermano, Biltrudis, aunque Grimaldo ya se había arrepentido de su incesto. Esta admonición del recién llegado obispo incitó la ira del duque y el disgusto de su esposa, que reprobaron a Corbiniano, etiquetándole de intruso extranjero y de obispo británico (quizá confundiendo su origen franco con el de San Bonifacio, que sí era anglosajón). Por último, dispusieron que fuese asesinado. Corbiniano huyó de Frisinga pasando los Alpes y refugiándose en Merano (Italia), hasta que Grimaldo fue asesinado y Biltrudis capturada por los invasores francos de Carlos Martel en el año 725. Corbiniano regresó a la capital del Ducado de Baviera por invitación del sucesor de Grimaldo, Huberto, y continuó su labor apostólica en Frisinga, hasta su propia muerte en 730.
El cuerpo de San Corbiniano, enterrado en la capilla del castrum de Merano, fue trasladado a Frisinga en 769 por el citado obispo Arbeo de Frisinga, autor de su hagiografía Vita Corbiniani, y ahora está enterrado en la Catedral de Frisinga.

## Galería
Escenas de la vida de San Corbiniano en los paneles de su cripta en la Catedral de Frisinga:

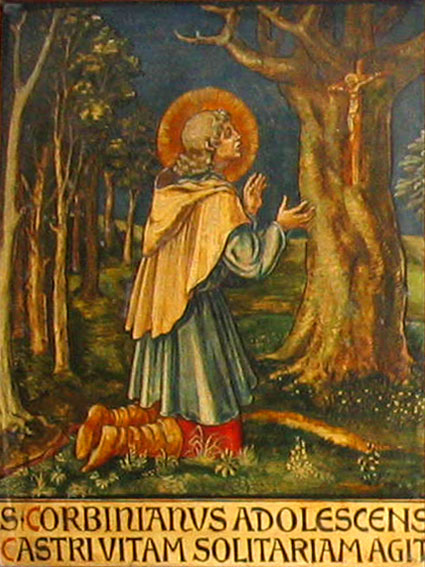
Sanctus Corbinianus adolescens - Castri vitam solitariam agit San Corbiniano decide en su juventud llevar una vida en sagrada soledad
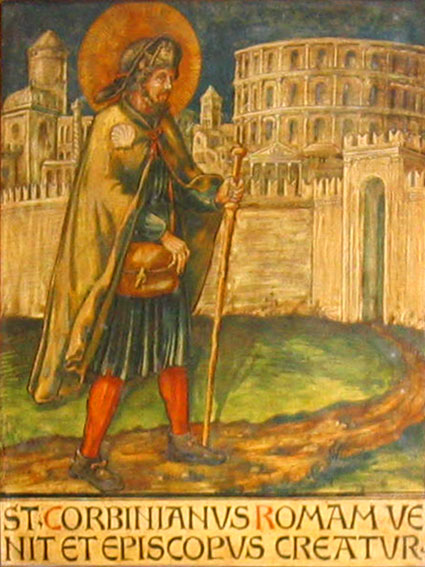
Sanctus Corbinianus Romam venit et episcopus creatur San Corbiniano viaja a Roma y es consagrado obispo
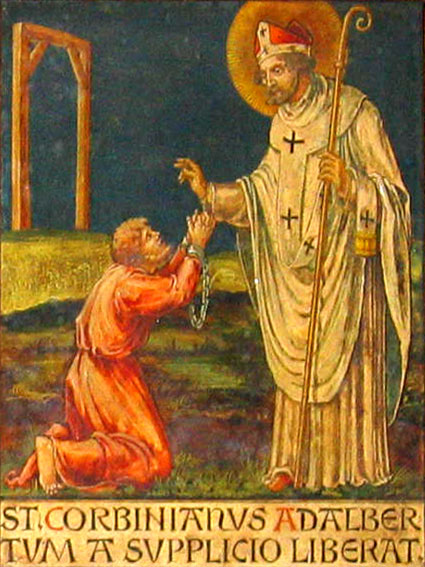
Sanctus Corbinianus Adalbertum a supplicio liberat San Corbiniano libera a Adalberto de su suplicio
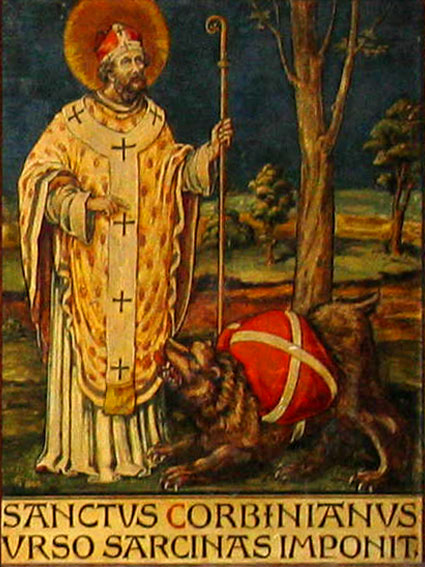
Sanctus Corbinianus urso sarcinas imponit San Corbiniano ordena al oso transportar su equipaje
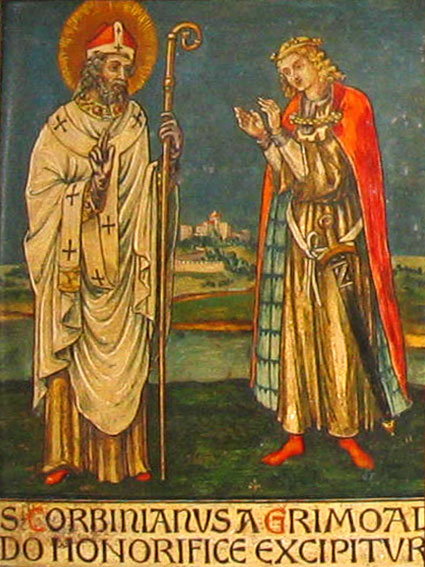
Sanctus Corbinianus a Grimoaldo honorifice excipitur San Corbiniano denuncia respetuosamente a Grimaldo
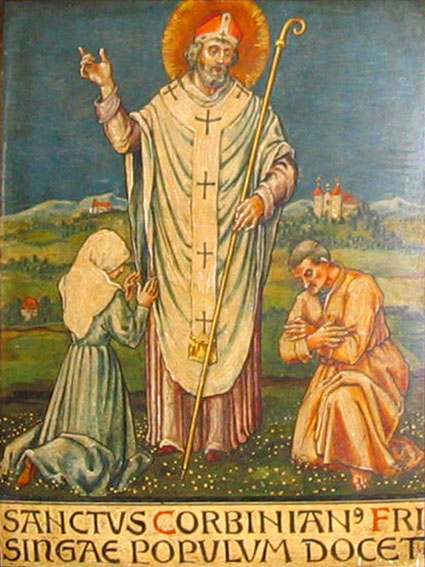
Sanctus Corbinianus Frisingae populum docet San Corbiniano enseña al pueblo de Frisinga
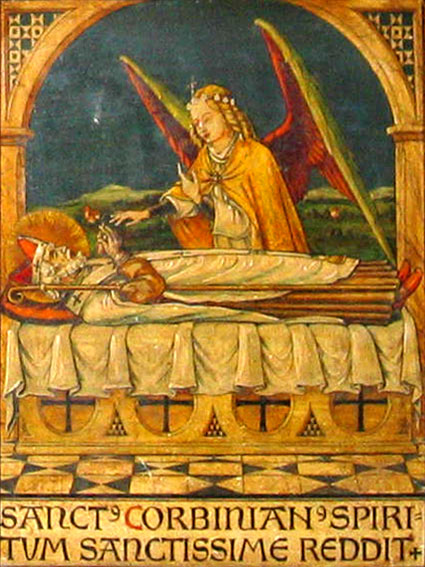
Sanctus Corbinianus spiritum sanctissime reddit San Corbiniano entrega solemnemente su espíritu
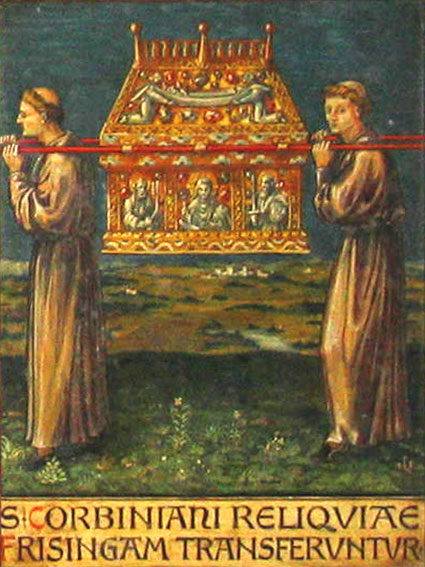
Sancti Corbiniani reliquiae Frisingam transferuntur Las reliquias de San Corbiniano son llevadas a Frisinga